# Tamassint
Tamassint, por vezes grafada Tamasint (em árabe: تاماسينت; romaniz.: Tāmāssīnt) é uma vila do norte de  Marrocos, que faz parte da comuna rural de Imrabten, da  província de Al Hoceima e da região de Taza-Al Hoceima-Taounate. Em 2004 tinha 1 788 habitantes e estimava-se que em 2012 tivesse 1 553. A comuna de Imrabten tinha 10 098 habitantes em 2004.
Há pelo menos mais três pequenas localidades chamadas Tamassint, uma nas montanhas a norte de Agadir, outra a noroeste de Boumalne Dadès e outra no deserto, entre Rissani e Zagora.[carece de fontes?]
A Tamassint da província de Al Hoceima encontra-se na região montanhosa do Rife, cerca de 30 km por estrada a sul de Al Hoceima, 260 km a sudeste de Tetuão e 140 km a oeste de Melilla. A comuna tem várias outras aldeias (ou douars), como Ait El Cadi, Idadouchen, Zaouiat Sidi Issa, Ait Aziz, e Aghlide.[b] A região é habitada por berberes rifenhos da tribo Beni Urriaguel.[a]
Foi um dos centros da rebelião de Abd-el-Krim al-Khatabi durante a Guerra do Rife (1920-1926) e é a terra natal de Haddou Akchich, líder da Revolta do Rife, ocorrida no final dos anos 1950, pouco depois da independência de Marrocos. Em 1957, durante essa revolta, o exército marroquino ocupou a vila depois de a ter cercado e levou a cabo um massacre entre a população local. Akchich foi preso por essa altura e nunca mais se soube do seu paradeiro.[b]
Em 24 de fevereiro de 2004, o sismo de Al Hoceima causou grandes estragos na região. Muitas pessoas viveram em tendas durante muito tempo, o que originou protestos em 2005 que foram duramente reprimidos pelas autoridades marroquinas.[a]